# Кранцке, Карен
Карен Кранцке (англ. Karen Krantzcke; 1 февраля 1947, Брисбен, Австралия — 11 апреля 1977, Таллахасси, США) — австралийская теннисистка и теннисный тренер. Победительница чемпионата Австралии в женском парном разряде (1968) и в одиночном разряде среди девушек (1966), обладательница Кубка Федерации (1970) в составе сборной Австралии.

## Игровая карьера
Начала играть во взрослых турнирах с 1964 года, первый год со значительным участием — 1966. В этом же году выиграла чемпионат Австралии среди девушек в одиночном разряде, а позже нанесла поражение ведущей на тот момент теннисистке Австралии Маргарет Смит (в замужестве Корт). Это произошло на турнире в Бекенхэме, где Кранцке стала победительницей — в финале она должна была играть с Марией Буэно, но бразильянка на игру не вышла.
В 1968 году стала чемпионкой Австралии в паре с Керри Мелвилл. Позже ещё дважды играла в женских парах в финале чемпионатов Австралии (со следующего года носивших статус открытых) и один раз, в 1974 году, в финале Уимблдонского турнира (где до этого трижды была полуфиналисткой в паре с Мелвилл), но больше титулов не завоёвывала. Успешно Кранцке выступала также в миксте, где её партнёрами были соотечественники Колин Дибли и Эшли Купер. В одиночном разряде пробилась в полуфинал Открытого чемпионата Франции и в четвертьфинал Уимблдонского турнира в 1970 году (завершив сезон на 7-м месте в рейтинге сильнейших теннисисток мира по версии газеты Daily Telegraph), а также в четвертьфинал Открытого чемпионата США в 1969 году. В турнирах менее высокого ранга завоевала в общей сложности более десятка титулов в одиночном разряде, большинство из них — после начала Открытой эры. Выступала за сборную Австралии в Кубке Федерации в 1966 и 1970 году, во втором случае став с командой обладательницей этого трофея. В общей сложности одержала четыре победы в пяти встречах в одиночном разряде, а в парном выиграла все семь своих встреч за сборную.
После 1970 года перешла в профессионалы, однако вскоре у теннисистки была диагностирована анемия, что заставило её прервать выступления на полтора года. Вернувшись на корт в 1972 году, нанесла первое в карьере поражение лидеру женского профессионального тенниса Билли Джин Кинг. В 1975 году подписала контракт с клубом профессиональной лиги World Team Tennis Houston EZ Raiders, однако пропустила большую часть этого и следующего сезона из-за травмы руки. В это время начала преподавать в теннисной школе Джона Ньюкомба в Техасе. В апреле 1977 года после победы в парном финале турнира в Таллахасси (Флорида) Кранцке в ожидании церемонии награждения отправилась на пробежку, однако потеряла сознание неподалёку от стадиона. Несмотря на присутствие врачей и быстрое прибытие машины «Скорой помощи», скончалась по дороге в больницу; в качестве причины смерти в прессе была названа сердечная недостаточность.

## Участие в финалах турниров Большого шлема за карьеру

### Женский парный разряд (1-3)
| Результат | Год  | Турнир                       | Покрытие | Партнёрша        | Соперницы в финале                | Счёт в финале |
| --------- | ---- | ---------------------------- | -------- | ---------------- | --------------------------------- | ------------- |
| Победа    | 1968 | Чемпионат Австралии          | Трава    | Керри Мелвилл    | Джуди Тегарт Лесли Тёрнер         | 6-4 3-6 6-2   |
| Поражение | 1970 | Открытый чемпионат Австралии | Трава    | Керри Мелвилл    | Маргарет Корт Джуди Тегарт-Далтон | 3-6 1-6       |
| Поражение | 1972 | Открытый чемпионат Австралии | Трава    | Патрисия Коулман | Хелен Гурлей Керри Харрис         | 0-6 4-6       |
| Поражение | 1974 | Уимблдонский турнир          | Трава    | Хелен Гурлей     | Ивонн Гулагонг Пегги Мичел        | 6-2 4-6 3-6   |

## Финалы турниров в Открытую эру

### Одиночный разряд
| Результат | №   | Дата             | Турнир                                | Покрытие | Соперница в финале | Счёт в финале  |
| --------- | --- | ---------------- | ------------------------------------- | -------- | ------------------ | -------------- |
| Поражение | 1.  | 10 июня 1968     | Бристоль, Великобритания              | Трава    | Керри Мелвилл      | 0-6 1-6        |
| Поражение | 2.  | 8 июля 1968      | Крейглокхарт, Великобритания          | Трава    | Джойс Уильямс      | 6-8 4-6        |
| Поражение | 3.  | 5 августа 1968   | Локаст-Валли, Нью-Йорк, США           | Трава    | Мэри-Энн Эйзел     | 6-3 13-15 6-8  |
| Победа    | 1.  | 10 октября 1968  | Лонсестон, Тасмания, Австралия        | Грунт    | Ивонн Гулагонг     | 6-1 6-1        |
| Победа    | 2.  | 25 октября 1968  | Стратфилд, Австралия                  | Трава    | Венди Гилкрист     | 6-4 6-1        |
| Победа    | 3.  | 23 ноября 1968   | Аделаида, Австралия                   | Трава    | Лесли Хант         | 4-6 9-7 6-1    |
| Победа    | 4.  | 7 декабря 1968   | Брисбен, Австралия                    | Трава    | Керри Мелвилл      | 6-3 6-4        |
| Поражение | 4.  | 30 января 1969   | Окленд, Новая Зеландия                | Трава    | Энн Хейдон-Джонс   | 1-6 1-6        |
| Победа    | 5.  | 19 мая 1969      | Западный Берлин                       | Грунт    | Лесли Тёрнер       | 6-1 6-2        |
| Победа    | 6.  | 14 июля 1969     | Истборн, Великобритания               | Трава    | Бетти-Энн Грабб    | 6-0 9-7        |
| Победа    | 7.  | 21 июля 1969     | Мюнхен, ФРГ                           | Грунт    | Хельга Хёсль       | 6-8 6-2 6-1    |
| Поражение | 5.  | 28 июля 1969     | Хилверсюм, Нидерланды                 | Геунт    | Керри Мелвилл      | 2-6 6-3 3-6    |
| Победа    | 8.  | 16 октября 1969  | Стратфилд                             | Трава    | Ивонн Гулагонг     | 6-3 6-4        |
| Поражение | 6.  | 17 ноября 1969   | Рокдейл, Н. Ю. Уэльс, Австралия       | Грунт    | Керри Мелвилл      | 3-6 10-8 1-6   |
| Поражение | 7.  | 3 декабря 1969   | Брисбен                               | Трава    | Винни Шо           | 9-11 3-6       |
| Поражение | 8.  | 9 февраля 1970   | Ньюкасл, Н. Ю. Уэльс, Австралия       | Грунт    | Ивонн Гулагонг     | 1-6 7-5 3-6    |
| Поражение | 9.  | 6 августа 1970   | Мюнхен                                | Грунт    | Ивонн Гулагонг     | 2-6 1-6        |
| Поражение | 10. | 19 июня 1972     | Лондон, Великобритания (Queen’s Club) | Трава    | Крис Эверт         | 4-6 0-6        |
| Победа    | 9.  | 3 июля 1972      | Лондон (Wimbledon Plate)              | Трава    | Шэрон Уолш         | 6-4 6-1        |
| Поражение | 11. | 10 сентября 1973 | Сент-Луис, США                        | Грунт    | Розмари Казалс     | 4-6 7-6(4) 0-6 |
| Победа    | 10. | 1 января 1974    | Сидней, Австралия                     | Трава    | Ивонн Гулагонг     | 6-2 6-3        |

### Кубок Федерации (1-0)
| Результат | Год  | Место проведения | Покрытие | Команда                                   | Соперницы в финале        | Счёт |
| --------- | ---- | ---------------- | -------- | ----------------------------------------- | ------------------------- | ---- |
| Победа    | 1970 | Фрайбург, ФРГ    | Грунт    | Австралия (Дж. Тегарт-Далтон, К. Кранцке) | ФРГ (Х. Ниссен, Х. Хёсль) | 3:0  |